# Listă de filme românești/W
Aceasta este o listă de filme românești (artistice, de animație și documentare) care încep cu litera W:
- Waiting for August (2013)
- WebSiteStory (2010)
- Weekend cu mama (2009)
- Wharf (1970)
- Where Europe Ends? (2009), documentar
- Wilhelm Cuceritorul - Glorie și onoare (Cucerirea Angliei) (1982)
- World War Cup (2015), animație, scurtmetraj